# Maite Insa Gualde
Maite Insa Gualde (nom de ploma: Maite Insa; Barcelona, 16 d'octubre de 1971) és una llicenciada en dret, professora d'institut i escriptora. Exerceix com a docent d'Educació Secundària en el Departament de Valencià. A més, és col·laboradora habitual en revistes culturals i científiques como el Quadern de El País o Caràcters, entre d'altres

## Obra
- 2007: El poema és sobrer (Alzira, Bromera)[5]

## Premis
- Guanyadora del XXIV Premi de Poesia Roís de Corella, dins dels Premis Literaris Ciutat de València 2006[3] amb el llibre El poema és sobrer.[5][6]

- L'any 2012 quedà finalista al Premi LLegir convocat pel Ajuntament d'Alzira i la Fundació Bromera per al foment de la lectura.[4]